# Халилов, Касим Асимович
Каси́м Аси́мович Хали́лов (род. 17 сентября 1949, Татарская Тавла, Мордовская АССР) — советский борец классического стиля, призёр чемпионатов СССР и Европы, мастер спорта СССР международного класса. 

## Биография
Увлёкся борьбой в 1961 году. Тренировался под руководством К. А. Коркина и В. В. Громыко. Выступал в полусредней весовой категории (до 74 кг). В 1967 году выполнил норматив мастера спорта СССР. Участвовал в семи чемпионатах СССР (1975—1982). Победитель международных турниров. Оставил большой спорт в 1976 году.

## Спортивные результаты
- Чемпионат СССР по классической борьбе 1969 года — ;
- Чемпионат СССР по классической борьбе 1970 года — ;
- Чемпионат СССР по классической борьбе 1971 года — ;
- Чемпионат СССР по классической борьбе 1976 года — ;